# Sou suo
Sōusuǒ é um filme de drama chinês de 2012 dirigido e coescrito por Chen Kaige. 
Foi selecionado como representante da China à edição do Oscar 2013, organizada pela Academia de Artes e Ciências Cinematográficas.

## Elenco
- Gao Yuanyuan - Ye Lanqiu
- Yao Chen - Chen Ruoxi
- Mark Chao - Yang Shoucheng
- Wang Xueqi - Shen Liushu
- Chen Hong - Mo Xiaoyu
- Wang Luodan - Yang Jiaqi
- Chen Ran - Tang Xiaohua
- Zhang Yi - Zhang Mu
- Tan Songyun